# Gryllotalpa bulla
Gryllotalpa bulla är en insektsart som beskrevs av Townsend, B.C. 1983. Gryllotalpa bulla ingår i släktet Gryllotalpa och familjen mullvadssyrsor. Inga underarter finns listade i Catalogue of Life.